# Chrysotypus maculatus
Chrysotypus maculatus är en fjärilsart som beskrevs av Pierre E.L. Viette 1960. Chrysotypus maculatus ingår i släktet Chrysotypus och familjen Thyrididae. Inga underarter finns listade i Catalogue of Life.